# Ivan Yakimushkin
Iván Andréyevich Yakimushkin –en ruso, Иван Андреевич Якимушкин– (Múrom, 17 de junio de 1996) es un deportista ruso que compite en esquí de fondo.
Participó en los Juegos Olímpicos de Pekín 2022, obteniendo una medalla de plata en la prueba de 50 km. Ganó una medalla de plata en el Campeonato Mundial de Esquí Nórdico de 2021, en la prueba por relevos.

## Palmarés internacional
| Juegos Olímpicos   | Juegos Olímpicos      | Juegos Olímpicos | Juegos Olímpicos |
| Año                | Lugar                 | Medalla          | Prueba           |
| ------------------ | --------------------- | ---------------- | ---------------- |
| 2022               | Pekín (China)         | Medalla de plata | 50 km            |
| Campeonato Mundial |                       |                  |                  |
| Año                | Lugar                 | Medalla          | Prueba           |
| 2021               | Oberstdorf (Alemania) | Medalla de plata | Relevo 4 × 10 km |